# 마누와 예모
마누(Manu)와 예모(Yemo)는 원시 인도유럽 신화의 한 쌍으로 여겨진다. 창조 신화에서 마누는 우주의 기원의 근본적인 부분으로 예모를 죽인다. Yemo는 때때로 원시 자웅동체로 해석되기도 한다.
다른 인도유럽 이야기들의 비교 재구는 학자들이 세상과 인류의 조상인 쌍둥이 형제 *Mónus ('인간')와 *YémHos ('쌍둥이'), 그리고 원래의 희생을 계속 유지시킨 *Trito ('셋째')라는 이름의 영웅을 포함하는 원래의 원시 인도유럽 창조 신화를 재구성하도록 이끌었다.
비록 아담과 하와와 같은 원시 부부를 가진 고대 근동, 심지어 폴리네시아나 남아메리카 전설과도 일부 주제적 유사점이 있을 수 있지만, *마누와 *Yemo-의 후손 동계어에서 발견되는 언어적 유사성은 여기에 논의된 신화가 원시 인도유럽 (PIE) 기원을 가지고 있을 가능성이 매우 높음을 시사한다.
1975년 얀 푸벨과 동시에 발표된 마누와 예모의 우주론적 전설에 관한 첫 논문 이후, 브루스 링컨은 신화의 초기 부분을 셋째 남자 트리토의 전설과 하나의 조상 모티프로 결합했다.
1970년대 이래로 마누와 예모, 그리고 더 적게는 트리토의 재구성된 모티프는 학자들 사이에서 일반적으로 받아들여지고 있다.

## 개요

### 재구성
어떤 변형이 원시 인도유럽 우주론적 신화의 가장 정확한 재구성인지에 대한 학자들 간의 합의는 없다. 브루스 링컨의 "쌍둥이와 인간"으로 알려진 원시 인도유럽 모티프의 재구성은 얀 푸벨, J. P. 맬러리, 더글러스 Q. 아담스, 데이비드 W. 앤서니, 그리고 부분적으로 마틴 L. 웨스트와 같은 여러 학자들의 지지를 받는다. 비록 고대 근동의 전통(아벨과 카인과 그들의 형제 셋 (성경 인물)), 심지어 폴리네시아나 남아메리카 전설과도 일부 주제적 유사점이 있을 수 있지만, 링컨은 *Manu와 *Yemo의 후손 동계어에서 발견되는 언어적 유사성이 이 신화가 원시 인도유럽 기원을 가지고 있을 가능성이 매우 높음을 시사한다고 주장한다. 에드거 C. 폴롬에 따르면, "[위미르의 스칸디나비아 신화]의 일부 요소들은 분명히 인도유럽적이지만", 링컨이 제안한 재구성은 "스칸디나비아 버전이 암시하는 근본적인 변화를 설명하기에는 너무 [많은] 입증할 수 없는 가정을 한다."

### 창조 신화

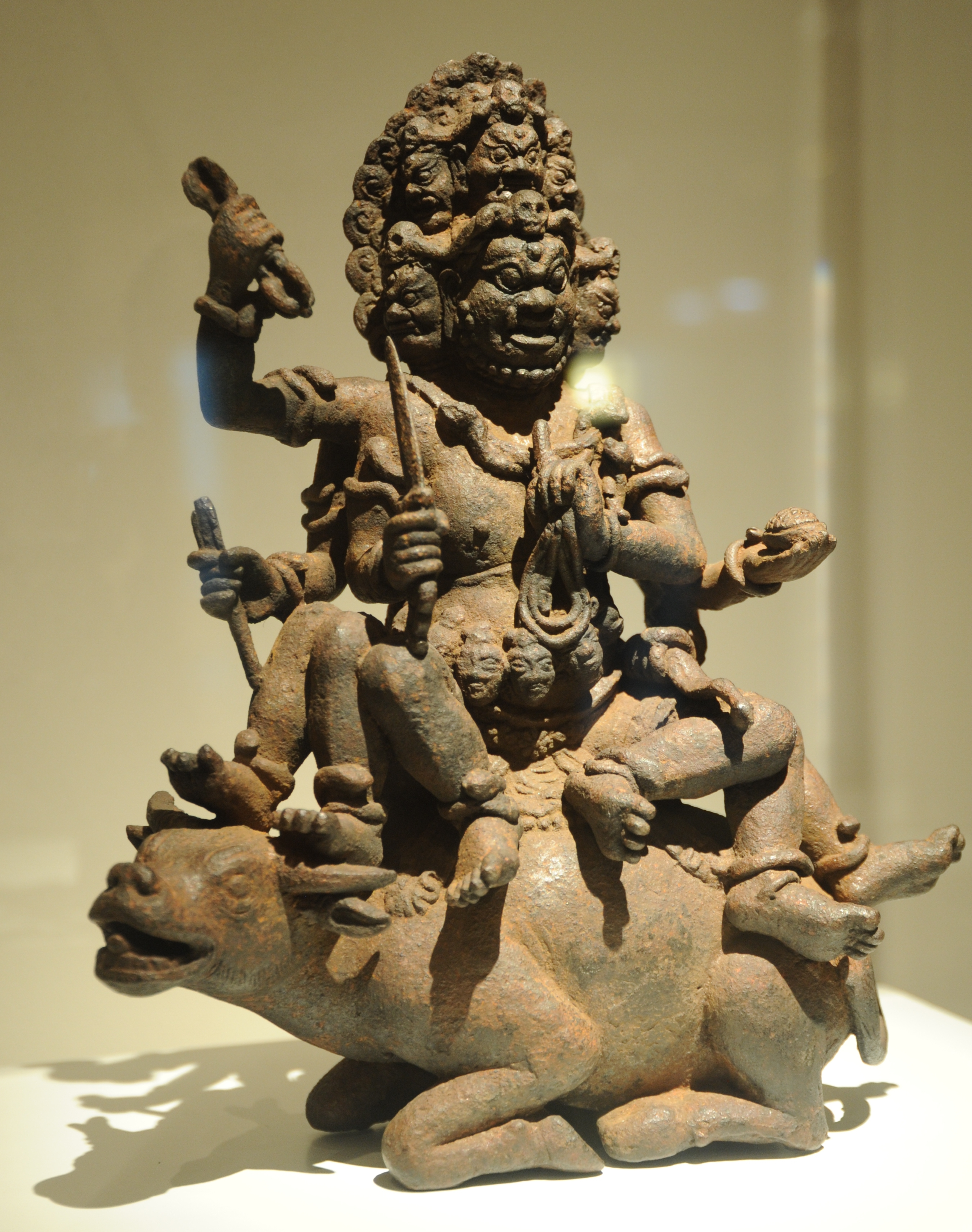
야마, *예모의 인도적 반사체, 물소 위에 앉아 있다.

링컨은 세상과 인류의 조상인 쌍둥이 형제 *Manu- ('인간')와 *Yemo- ('쌍둥이'), 그리고 원래의 희생을 계속 유지시킨 *Trito ('셋째')라는 이름의 영웅을 포함하는 창조 신화를 재구성한다. 창조 과정에 선행했을지 모르는 원시 상태에 관해서, 웨스트는 베다, 노르드, 그리고 적어도 부분적으로는 그리스 전통이 우주론적 요소가 부재했던 시대를 증거하며, 그들의 비존재를 주장하는 유사한 공식들을 언급한다: "그때는 비존재도 존재도 아니었고, 공기도 없었고, 그 너머 하늘도 없었다..." (리그베다), "...모래도 바다도 시원한 파도도 없었고, 땅도 위 하늘도 없었으며, 긴눙가가프는 있었지만 풀은 어디에도 없었다..." (무녀의 예언), "...처음에는 심연과 밤과 어두운 에레보스와 넓은 타르타로스가 있었지만, 땅도 공기도 하늘도 없었다..." (새 (희극)).

### 첫 번째 전사
셋째 남자 트리토에게 천신들은 신성한 선물로 소를 제공하는데, 이 소는 *Ngwhi ('뱀'; 그리고 부정의 인도유럽어 뿌리)라는 세 머리 뱀에 의해 도난당한다.
트리토는 처음에 그에게 고통을 겪지만, 취하게 하는 음료수로 강화되고 조력자 신(폭풍 신 또는 *H₂ner, '인간')의 도움을 받아, 그들은 함께 동굴이나 산으로 가서 영웅은 마침내 괴물을 극복한다. 트리토는 회수된 소를 제사장에게 돌려주어 적절히 희생되게 한다. 그는 이제 첫 번째 전사로서, 그의 영웅적인 행위를 통해 신과 필멸자 사이의 상호 증여의 순환을 유지한다.

### 세 가지 기능
링컨에 따르면, 마누와 예모는 "후대의 사제와 왕을 위한 모범을 세우는 주권 기능의 신화"의 주인공인 반면, 트리토의 전설은 "후대의 모든 무장한 남자를 위한 모범을 세우는 전사 기능의 신화"로 보아야 한다. 그는 이 서사를 사제와 왕이 우주의 보존에 필수적이며 따라서 사회 조직에 필수적이라는 그들의 역할을 정당화하려는 시도의 표현으로 해석했다. 이 모티프는 실제로 사제(마법적 측면과 법적 측면 모두), 전사(셋째 남자), 목축업자(소) 사이의 뒤메질적 삼분법을 상기시킨다.

### 원시 자웅동체

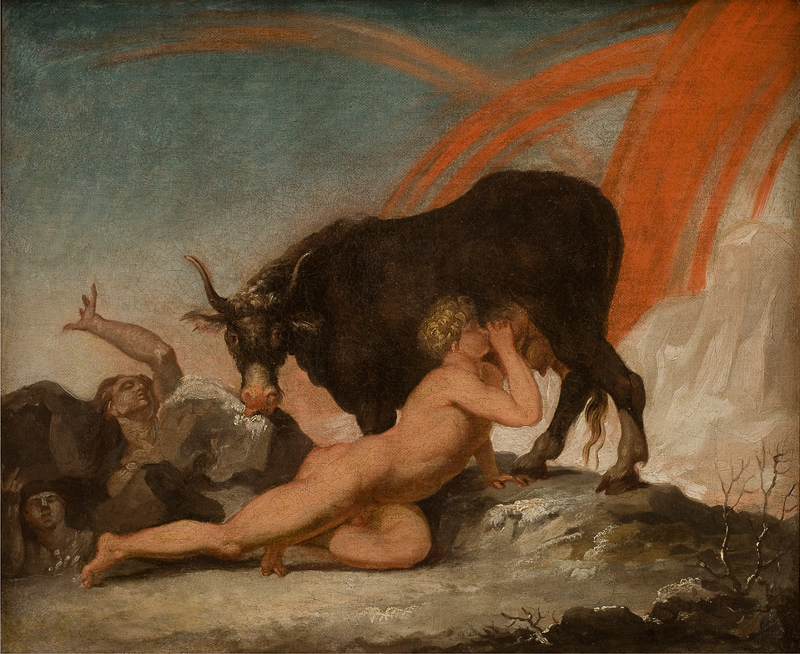
위미르가 원시 암소 아우둠블라의 젖을 빨고 있다. 1790년.

헤르만 귄터트는 게르만어와 인도이란어 텍스트 사이의 문헌학적 유사성을 강조하면서, 1923년에 원시 양성체의 희생과 분리에서 세계가 창조되었다는 유전된 인도유럽 모티프를 주장했다.
일부 학자들은 원시 존재 예모가 마누의 쌍둥이 형제라기보다는 두 부분으로 접힌 자웅동체로 묘사되었으며, 둘 다 실제로 서로 얽힌 보완적 존재 쌍을 형성한다고 제안했다. 게르만어 이름 위미르와 투이스토는 '쌍둥이', '양성적', 또는 '자웅동체'로 이해되었고, 일부 신화에서는 베다의 야마에게 야미(또한 '쌍둥이')라는 자매가 있다고 한다. 따라서 원시 존재는 스스로를 희생했거나, 또는 남성 반쪽과 여성 반쪽으로 나뉘어, 하늘 아버지(*디에우스)와 어머니 지구(*데곰)의 원시적 결합을 이어가는 성별의 원형적 분리를 구현했을 수 있다.

### 해석
트리토의 이야기는 후대의 소도둑에 대한 서사적 신화의 모델로 사용되었고, 인도유럽 민족들 사이에서 약탈 행위에 대한 도덕적 정당화로도 사용되었을 가능성이 높다. 원래 전설에서 트리토는 신들에게 적절히 희생하는 자신의 백성들에게 정당하게 속한 것을 되찾을 뿐이다. 이 신화는 천상의 영웅과 지상의 뱀 사이의 우주적 갈등으로 해석되거나, 비인도유럽 민족에 대한 인도유럽의 승리로 해석되는데, 괴물은 원주민 도둑이나 찬탈자를 상징한다.

### 유산

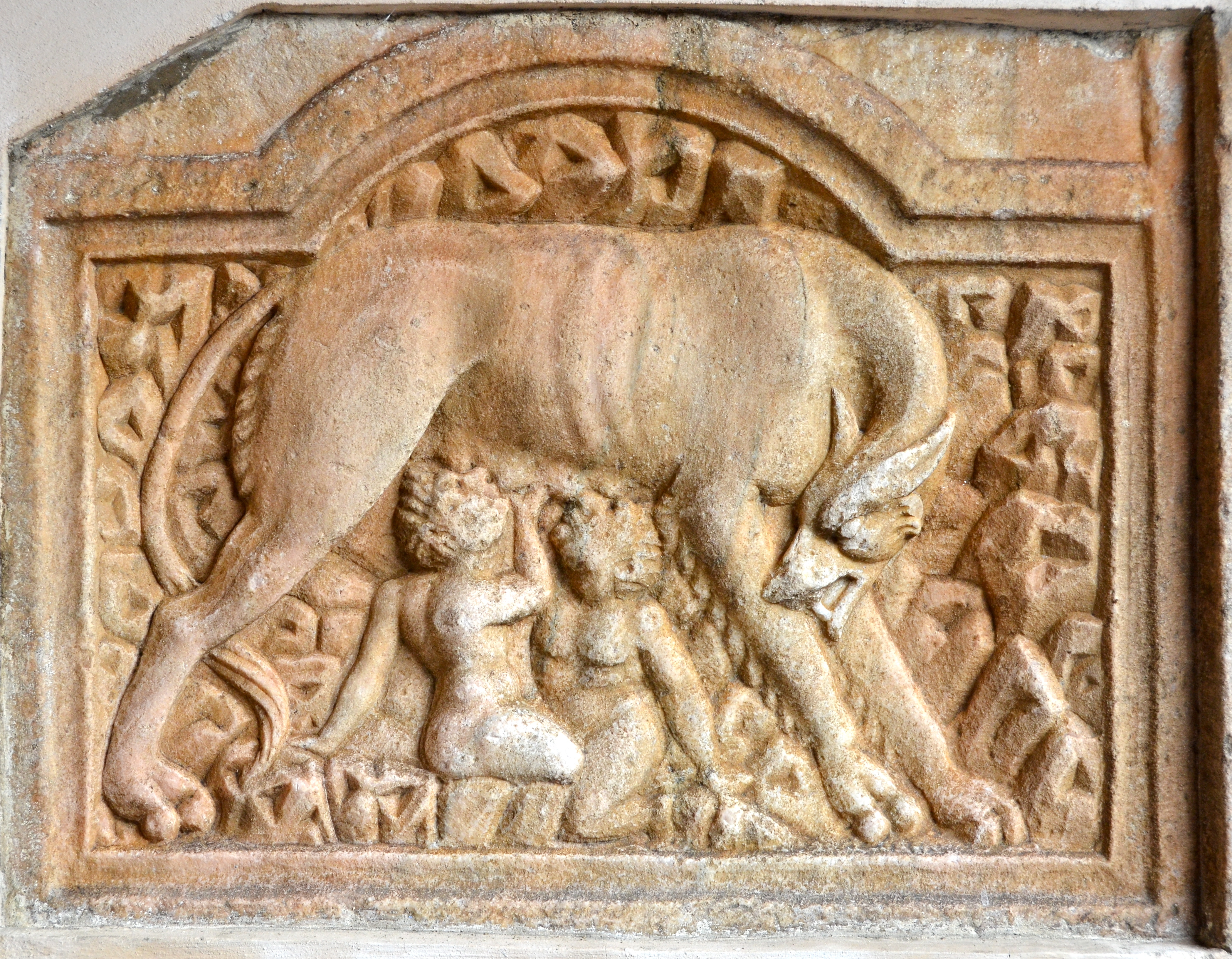
마리아 잘 성당에 있는 고대 로마 부조로, 늑대가 새끼 로물루스와 레무스에게 젖을 먹이는 장면을 보여준다.

많은 인도유럽 신앙은 예모의 원래 해체 결과로 자연 요소의 기원을 설명한다: 그의 살은 보통 땅이 되고, 그의 머리카락은 풀이 되고, 그의 뼈는 돌이 되고, 그의 피는 물이 되고, 그의 눈은 태양이 되고, 그의 마음은 달이 되고, 그의 뇌는 구름이 되고, 그의 숨결은 바람이 되고, 그의 머리는 하늘이 된다. 사회적으로 확립된 방식에 따라 동물의 부분을 분산시키기 위해 동물을 희생시키는 전통은 고대 로마와 인도에서 발견되는 관습으로, 원래의 희생으로 지배되는 우주 (계통)의 균형을 회복하려는 시도로 해석되어 왔다.
마누와 예모의 모티프는 인도유럽 이주 이후 유라시아 전역에 영향을 미쳤다. 그리스, 고대 러시아(비둘기 왕의 시), 유대인 버전은 이란 버전에 의존하며, 중국어 버전의 신화는 고대 인도에서 유입되었다. 첫 번째 전사 트리토 신화의 아르메니아 버전은 이란 버전에 의존하며, 로마의 반사체는 초기 그리스 버전에 영향을 받았다.

## 언어학적 증거

### 마누와 예모
원시 인도유럽어의 첫 사제 *Manu ('인간', '인류의 조상')에서 파생된 동계어에는 힌두교의 전설적인 첫 인간 마누와 희생된 그의 아내 마나비; 서게르만어군 부족의 신화적 조상인 게르만어 만누스 ([[게르만조어|Manwaz]]); 그리고 9세기 조로아스터교 대사제인 페르시아어 마누쉬치흐르([[아베스타어|Manūš.čiθra]], '마누쉬의 아들'에서 유래)가 포함된다.
희생된 첫 왕 *예모 ('쌍둥이')의 이름에서 유래한 동계어로는 야마, 죽음과 저승의 신; [[아베스타어|야마]], 황금시대의 왕이자 별세계의 수호자; 노르드 위미르 ([[게르만조어|Jumijaz]]에서 유래), 거인의 조상; 그리고 가장 가능성 있는 것은 레무스이다. 레무스는 [[원시 라틴어|Yemos]] 또는 [[원시 라틴어|Yemonos]]에서 유래했으며, 로마 건국 신화에서 그의 쌍둥이 형제 로물루스의 영향으로 초기 /y/가 /r/로 변화했다. 라트비아어 주미스('이중 과일'), [[라틴어|geminus]]('쌍둥이', 쌍둥이자리 참조) 및 [[중세 아일랜드어|emuin]]('쌍둥이') 또한 언어적으로 관련이 있다.
| 전통            | 첫 사제                | 첫 왕            | 첫 포유류            | 천신                                  |
| --------------- | ---------------------- | ---------------- | -------------------- | ------------------------------------- |
| 원시 인도유럽어 | *Manu ('인간')         | *Yemo ('쌍둥이') | 원시 암소            | 하늘 아버지, 폭풍의 신, 신성한 쌍둥이 |
| 인도어          | 마누, 푸루샤           | 야마, (마나비)   | 마누의 황소          | 베다 신들                             |
| 이란어          | 스피튜라, 마누쉬치흐르 | 야마, 가요마르트 | 원시 황소 (고슈르반) | –                                     |
| 게르만어        | 만누스                 | 위미르, 투이스토 | 원시 암소 (아우둠라) | 오딘과 그의 형제들                    |
| 로마어          | 로물루스               | 예모스(레무스)   | 암늑대               | 원로들                                |

### 트리토와 응위
첫 번째 전사 *Trito ('셋째')에서 파생된 동계어에는 뱀 [[브리트라|브리트라]]로부터 훔친 소를 되찾은 영웅인 베다어 트리타; 납치된 여성들을 뱀 [[아지 다하카|아지 다하카]]로부터 되찾은 아베스타어 [[파리둔|트리타와 트래에토나]] ('셋째'와 '셋째의 아들'); 그리고 [[오딘의 이름 목록|오딘의 이름 중 하나인]] 노르드어 쓰리디 ('셋째')가 포함된다. 다른 동계어는 그리스어 표현 트리토스 소테르 (τρίτος σωτήρ; '셋째 구세주'), 제우스의 별칭, 그리고 트리토게네이아 (τριτογήνεια, '셋째로 태어난' 또는 '제우스에게서 태어난'), 아테나의 별칭; 그리고 러시아와 세르비아 전설에 모두 나타나는 슬라브 신화의 영웅 트로얀에 나타날 수 있다.
- Ngwhi, '뱀'을 의미하는 용어는 부정의 인도유럽어 뿌리(*ne-)와도 관련이 있다.[14][2] 후손 동족어는 이란어 아지, 적대적인 뱀의 이름, 그리고 인도아리아어 아히 ('뱀'), 괴물 뱀 [[브리트라|브리트라]]를 지칭하는 용어에서 찾을 수 있으며,[33] 둘 다 원시 인도이란어 aj'hi에서 유래했다.[35]

| 전통            | 첫 전사                      | 세 머리 뱀      | 조력자 신                      | 훔친 선물 |
| --------------- | ---------------------------- | --------------- | ------------------------------ | --------- |
| 원시 인도유럽어 | *Trito ('셋째')              | *Ngwhi          | 폭풍의 신 또는 *Hanēr ('인간') | 가축      |
| 인도어          | 트리타                       | 브리트라 (아히) | 인드라                         | 소        |
| 이란어          | 트래에토나 ('트리타의 아들') | 아지 다하카     | *브르트라그나                  | 여성      |
| 게르만어        | 쓰리디, 휘미르               | 세 마리 뱀      | 토르                           | 염소 (?)  |
| 그리스-로마어   | 헤라클레스                   | 게리온, 카쿠스  | 헬리오스                       | 가축      |

## 비교 신화학
많은 인도유럽 신앙은 예모의 원래 해체 결과로 인간 해부학의 측면을 설명한다: 그의 살은 보통 땅이 되고, 그의 머리카락은 풀이 되고, 그의 뼈는 돌이 되고, 그의 피는 물이 되고, 그의 눈은 태양이 되고, 그의 마음은 달이 되고, 그의 뇌는 구름이 되고, 그의 숨결은 바람이 되고, 그의 머리는 하늘이 된다. 사회적으로 확립된 방식에 따라 동물의 부분을 분산시키기 위해 동물을 희생시키는 전통은 고대 로마와 인도에서 발견되는 관습으로, 원래의 희생으로 지배되는 우주 (계통)의 균형을 회복하려는 시도로 해석되어 왔다.
인도-이란 버전의 신화에서, 그의 형제 마누도 암소를 희생시키고, 죽은 동물의 부분에서 다른 살아있는 종들과 식물들이 태어난다. 그러나 유럽 버전에서는 암소(로마 신화에서는 암늑대로 표현됨)가 창조 이전에 쌍둥이에게 젖과 보살핌을 제공하는 역할만 한다. 이러한 차이는 인도유럽어족의 인도-이란 지파와 유럽 지파 사이의 문화적 차이로 설명될 수 있는데, 전자는 여전히 목축의 강한 영향을 받고, 후자는 훨씬 더 농업적이어서 암소를 주로 젖의 원천으로 인식한다. 링컨에 따르면, 인도-이란 버전은 원래의 원시 인도유럽 목축 생활 방식에 더 가까이 살았기 때문에 조상 모티프를 가장 잘 보존하고 있다.

### 인도-이란어

#### 창조 신화
마누 ('인간')는 리그베다에서 첫 희생자이자 종교법인 마누 법전의 창시자로 나타난다. 그는 야마('쌍둥이')의 형제(또는 이복형제)이며, 둘 다 태양신 비바스바트의 아들로 제시된다. 마누와 희생 의식의 연관성은 너무 강해서 희생하지 않는 자들을 '마누에게 속하지 않는 자', '마누와 다른 자', 또는 '비인간'을 의미하는 아마누샤라고 부른다. 푸루샤 (또 다른 '인간'을 의미하는 단어)의 노래는 희생된 원시 인간의 신체 부위가 어떻게 우주 (계통)(머리에서 하늘, 배꼽에서 공기, 다리에서 땅)와 힌두 카스트(상체는 상위 카스트, 하체는 평민)를 창조했는지 이야기한다. 후대의 샤타파타 브라마나에서는 원시 황소와 마누의 아내 마나비가 아수라에 의해 희생된다. 링컨에 따르면, 이는 원시 신화의 독립적인 변형을 나타낼 수 있으며, 야마의 형상이 마나비 뒤에 놓여 있다.

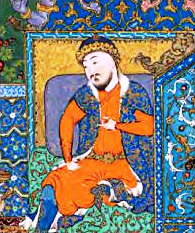
이란의 신화적 왕 야마. c. 1522년.

기원전 7세기에서 6세기경 자라투스트라가 이끌었던 종교 개혁으로 인해 이전 신화와 신들의 지위가 격하된 후, *마누쉬는 이란 전통에서 세 가지 다른 인물로 대체되었다: 첫 희생자의 역할을 맡은 앙그라 마이뉴; 사제 계통의 조상으로 그를 대체한 마누쉬치흐르('마누쉬의 아들' 또는 '씨앗'); 그리고 사제로서의 역할을 맡은 자라투스트라 자신. 마누쉬치흐르는 그레이터 분-다히쉬니흐에서 파르시의 모든 모파트('대사제')의 조상으로 묘사되며, *마누쉬가 원래 조로아스터교 이전 부족들에게 자라투스트라 대신 첫 사제로 여겨졌을 것이라는 주장이 제기되었다.
인도-이란 전통은 첫 필멸의 인간 또는 왕인 *얌하를 태양신 *후이-(후)우아스-우안트의 아들로 묘사한다. 리그베다의 장례 찬송가에 언급된 야마는 자유롭게 삶을 떠나는 것을 선택한 후 죽음으로 가는 길을 확립한 첫 번째 죽은 사람으로 묘사된다. 비록 그의 영역은 원래 연회, 아름다움, 행복과 관련이 있었지만, 야마는 서사시 및 푸라나 전통에서 점차 무서운 존재이자 별세계의 통치자로 묘사되었다. 일부 학자들은 그의 신체 포기(또는 초월)를 푸루샤의 희생과 동일시했다. 이란 전통과 공유되는 모티프는 리그베다에서 언급되고 후대 전통에서 전해지는데, 야마와 그의 쌍둥이 누이 야미는 태양신 비바스바트의 자녀로 제시된다. 원시적 맥락에서 근친상간의 타당성을 논의하면서, 야미는 그녀의 형제 야마와 성교를 주장하지만, 그는 이를 거부하여 인류의 창조자로서의 역할을 포기한다.
조로아스터교 이전 이란에서 야마는 첫 왕이자 첫 필멸자로 여겨졌다. 원래의 창조 신화는 실제로 자라투스트라에 의해 비난받았는데, 그는 아베스타에서 "처음에 꿈에서 두 쌍둥이로 나타났고 ... (그리고) 처음 만나 삶과 비삶을 확립한" 두 영혼에 대해 이야기할 때 언급한다. 특히 야마는 소비를 위해 암소의 부분을 분배한 첫 번째 인물로 묘사되며, 육식 도입으로 명시적으로 비난받는다. 짧은 지상 통치 후, 야마 왕은 후대 전통에서 그의 삼중 왕실 후광을 박탈당했다고 전해지는데, 이는 이란 신화에서 세 사회 계급을 구현했다. 미트라는 사제의 부분을, 트래에토나는 전사의 부분을, 케르사스파는 평민의 부분을 받는다. 이 사가는 야마가 그의 형제인 다에빅 인물 스피티우라에 의해 실제로 해체되는 것으로 끝난다. 젊은 아베스타의 또 다른 신화에서, 원시 인간 가요마르트 (가야 마라탄; '필멸의 삶')와 원시 세계 황소 고슈르반은 파괴적인 영혼 아흐리만 (앙그라 마이뉴, '악령')에 의해 희생된다. 황소의 부분에서 모든 식물과 동물이 나왔고, 가요마르트의 몸에서 광물과 인류가 나왔다. 비데브다트에서 야마는 지하 세계, 결국 자라투스트라와 그의 아들이 통치하는 지하 낙원의 건설자로 제시된다. 이 이야기는 새로운 종교 지도자에게 중심적인 위치를 부여하며, 다시 한번 원래 신화의 조로아스터교 개혁의 결과일 가능성이 높으며, 야마는 초기 이란 전통에서 죽은 자들의 영역의 통치자로 여겨졌을 수 있다. 노르베르트 외팅거는 야마와 바라의 이야기가 원래 대홍수 신화였고, 이란 동부의 건조한 특성 때문에 혹독한 겨울이 추가되었다고 주장한다. 왜냐하면 대홍수 신화는 혹독한 겨울만큼의 영향을 미치지 않았기 때문이다. 그는 비데브다드 2.24에 언급된 녹은 물의 흐름이 대홍수 신화의 잔재이며, 인도의 대홍수 신화는 원래 주인공이 야마였지만 나중에 마누로 변경되었다고 언급했다.

## 유산
마누와 예모의 모티프는 인도유럽 이주 이후 유라시아 전역에 영향을 미쳤다. 그리스, 고대 러시아(비둘기 왕의 시), 유대인 버전은 이란 버전에 의존하며, 중국어 버전의 신화는 고대 인도에서 유입되었다. 첫 번째 전사 트리토 신화의 아르메니아 버전은 이란 버전에 의존하며, 로마의 반사체는 초기 그리스 버전에 영향을 받았다.
발트 신화에는 '짝, 이중 (과일)'이라는 뜻의 이름인 다산의 신 주미스()가 기록되어 있다. 그의 이름은 인도-이란어 야마와 동족어로 간주되며, 산스크리트어 야말라 '쌍으로, 두 번' 및 프라크리트어 야말라 '쌍둥이'와 관련이 있다. 랑코 마타소비치는 라트비아어 다이나(민요)에서 주미스의 여성 동반자이자 누이인 주말라의 존재를 또 다른 다산의 신으로 언급하고, 같은 맥락에서 즈마고 스미테크는 그 쌍이 "뚜렷한 식물적 특성"을 가지고 있다고 언급했다. 이름이 '이중 밀 이삭'을 의미하기도 하는 주미스는 '경작된 밭 아래'에 살았던 라트비아 지하 신으로도 간주된다.
후대 이란 전통(팔라비어)에서는 지마(야마)와 지마크(야마크)라는 형제-자매 쌍이 존재한다. 야마크 또는 자마그는 중앙 이란의 분다히쉬닌에서 야마의 쌍둥이 누이로 묘사된다. 야마는 누이 야마크와 함께 인류를 낳지만, 나중에 아지 다하카에 의해 죽임을 당한다.
야마라는 이름은 역사적인 페르세폴리스 행정 기록에 야마카(Yamakka)와 야마크세다(Yamakšedda, 고대 페르시아어 *Yama-xšaita- '장엄한 야마', 현대 잠시드)와 같은 인명 합성어로 기록되어 있다.
누리스탄 신 임라 또한 인도-이란 야마의 반영으로 여겨진다. 임라라는 이름은 *Yama-raja '야마 왕'에서 유래했다고 생각된다. 이 이름은 방가니어의 짐 라자 '죽은 자의 신'과도 동족어일 수 있다. 그는 또한 마라 "살인자, 죽음"으로도 알려져 있다. 이 이름은 다른 누리스탄어에 흔적을 남겼을 수 있다: 와이가리어 야므라이, 칼라시(우르춘) 임브로, 아쉬쿤어 임라, 프라순어 윰라, 카티 임로 – 모두 "창조신"을 지칭한다. 이 신은 또한 지하 세계에 위치한 지옥 문을 지키는 역할을 하며, 산 자의 세계로 돌아오는 것을 막는다 – 이는 야마가 저승의 왕으로서의 역할을 반영하는 모티프이다.
언어학자이자 비교론자인 얀 푸벨은 "인간"과 "쌍둥이"의 인물이 로물루스와 레무스 (*Yemo[no]s에서 유래)라는 이름으로 원시 라틴어에 존재한다고 제안했다. 전자는 신 퀴리누스로 신격화되었는데, 그는 이 이름이 궁극적으로 *wihₓrós ('남자')에서 유래했다고 보았다.
푸벨의 주장을 따라, 벨라루스 학자 시아르헤이 산코는 원시 발트어 관련 쌍, 아마도 주미스 ('쌍둥이')와 비라스 ('남성, 영웅')라는 이름의 쌍을 찾으려 했다. 그는 이를 유사 역사적 프루센 왕 비데부토와 그의 형제 브루테노와의 연관성으로 보았다. 그들과 관련된 것은 비르샤이토스와 츠와이브루토(이츠왐브라토, 슈네이브라토, 슈네이브라토, 스네이브라토)라는 인물 쌍인데, 그는 이를 각각 '장로'와 '그의 형제'로 해석한다. 이 후자의 두 인물은 12세기와 13세기에 프루센인들이 확장하는 동안 세워진 석상 숭배와 관련이 있을 것이다.

## 같이 보기
- 인도유럽 우주론
- 누마 폼필리우스
- 원시 인도유럽 신화
- 로물루스와 레무스
- 트리토

### 설명주
1. ↑  트로얀은 수사 try '셋'과 우크라이나어 troian '세 쌍둥이/세 아들의 아버지'와 잠정적으로 연결되거나, 기독교 이전 시대의 러시아 수호신으로 여겨지기도 한다.[34]
2. ↑  관련하여 학자 존 T. 코치는 카드 고데우 시에 웨일스 여신 모드론과 관련하여 언급된 에우론이라는 인물이 궁극적으로 *u̯ironos '신성한 남자, 영웅'에서 유래했을 수 있다고 주장한다.[79]

### 참조주
1. 1 2 3  Lincoln 1975, 124쪽.
2. 1 2 3 4 5 6 7 8 9  Anthony 2007, 134–135쪽.
3. 1 2 3  Lincoln 1975, 129쪽.
4. 1 2  Puhvel 1987, 285–289쪽.
5. 1 2  Mallory & Adams 1997, 129–130쪽.
6. 1 2 3  West 2007, 358쪽.
7. ↑  Dandekar, Ramchandra N. (1979). 《Vedic mythological tracts》. Delhi: Ajanta Publications. OCLC 6917651.
8. 1 2  Lincoln 1976, 42–43쪽.
9. 1 2 3 4 5  Mallory & Adams 2006, 435–436쪽.
10. ↑  참조: Puhvel 1987, 285–287쪽; Mallory & Adams 2006, 435–436쪽; Anthony 2007, 134–135쪽. West 2007는 트리타와 트래에토나 신화의 해석이 논란의 여지가 있다고 언급하지만, 마누와 예모의 재구성된 모티프에 동의한다. Polomé 1986에 따르면, "[위미르의 스칸디나비아 신화]의 일부 요소들은 분명히 인도유럽적이지만", Lincoln 1975가 제안한 첫 인간과 그의 쌍둥이의 창조 신화의 재구성은 "스칸디나비아 버전이 암시하는 근본적인 변화를 설명하기에는 너무 입증할 수 없는 가정을 한다."
11. 1 2  Polomé 1986.
12. ↑  참조: Puhvel 1987, 285–287쪽; Mallory & Adams 2006, 435–436쪽; Anthony 2007, 134–135쪽. West 2007는 트리타와 트래에토나 신화의 해석이 논란의 여지가 있다고 언급하지만, 마누와 예모의 재구성된 모티프에 동의한다.
13. ↑  Polomé 1986, 473쪽.
14. 1 2  Lincoln 1976, 51쪽.
15. ↑  Mallory & Adams 2006, 437쪽.
16. ↑  Lincoln 1976, 58쪽.
17. 1 2  Mallory & Adams 1997, 138쪽.
18. 1 2 3  Lincoln 1976, 63–64쪽.
19. ↑  Arvidsson 2006, 302쪽.
20. ↑  Lincoln 1975, 122쪽.
21. 1 2  Dandekar 1979.
22. 1 2  Puhvel 1987, 63쪽.
23. ↑  Mallory & Adams 1997, 129쪽.
24. ↑  West 2007, 356–357쪽.
25. ↑  Lincoln 1976, 58, 62쪽.
26. 1 2  Lincoln 1975, 125쪽.
27. 1 2  Lincoln 1976, 46쪽.
28. ↑  Mallory & Adams 1997, 367쪽.
29. ↑  Lincoln 1975, 134–136쪽.
30. ↑  Puhvel 1987, 289쪽.
31. ↑  참조: Lincoln 1975; Puhvel 1987; Mallory & Adams 2006; West 2007; Anthony 2007.
32. ↑  Lincoln 1976, 47–48쪽.
33. 1 2 3  West 2007, 260쪽.
34. ↑  Bilaniuk, Petro B. T. (December 1988). 《The Ultimate Reality and Meaning in the Pre-Christian Religion of the Eastern Slavs》. 《Ultimate Reality and Meaning》 11. 254, 258–259쪽. doi:10.3138/uram.11.4.247.
35. ↑  Witzel, Michael (2008). 〈Slaying the Dragon across Eurasia〉.   Bengtson, John D. 《In Hot Pursuit of Language in Prehistory: Essays in the Four Fields of Anthropology》. Amsterdam: John Benjamins Publishing. 269쪽. ISBN 9789027232526.
36. ↑  참조: Lincoln 1976; Mallory & Adams 2006; West 2007; Anthony 2007.
37. ↑  Lincoln 1975, 139쪽.
38. ↑  Lincoln 1975, 142–143쪽.
39. ↑  Lincoln 1975, 144쪽.
40. ↑  Lincoln 1975, 134쪽.
41. 1 2  Fortson 2004, 27쪽.
42. ↑  Lincoln 1975, 134–135쪽.
43. 1 2 3  Puhvel 1987, 286쪽.
44. 1 2  West 2007, 357쪽.
45. ↑  Lincoln 1975, 133–134쪽.
46. 1 2  Lincoln 1975, 136쪽.
47. ↑  Lubotsky, Alexander. 〈Indo-Aryan Inherited Lexicon〉. 《Indo-European Etymological Dictionary Project》. 레이던 대학교.. 항목 vivásvant- 및 yamá- [2] (온라인 데이터베이스) 참조.
48. 1 2  Lincoln 1991, 32–33쪽.
49. ↑  Lincoln 1975, 133쪽.
50. 1 2  Lincoln 1975, 129–130쪽.
51. 1 2 3  West 2007, 357–358쪽.
52. 1 2  Lincoln 1991, 38쪽.
53. ↑  Lincoln 1975, 131–132쪽.
54. ↑  N. Oettinger, Before Noah: Possible Relics of the Flood myth in Proto-Indo-Iranian and Earlier, [in:] Proceedings of the 24th Annual UCLA Indo-European Conference, ed. S.W. Jamison, H.C. Melchert, B. Vine, Bremen 2013, p. 169–183
55. ↑  Lurker, Manfred (2004). 《The Routledge Dictionary Of Gods Goddesses Devils And Demons》. 라우틀리지. 95쪽. ISBN 978-04-15340-18-2.
56. ↑  Oinas, Felix J. (1980). "A Balto-Finnic and Baltic fertility spirit". In: Journal of Baltic Studies, 11:3, pp. 207-211. DOI: 10.1080/01629778000000231
57. ↑  Vainik, Ene. (2014). "Jumala jälgi ajamas" [Tracing back the word jumal 'god']. Mäetagused 58: 21. 10.7592/MT2014.58.vainik.
58. ↑  Matasović, Ranko (2018). 《A Reader in Comparative Indo-European Religion》. 자그레브 대학교.
59. ↑  Balode, Laimute (2015). 〈Criteria for Identifying Possible Finnicisms in Latvian Toponymy〉.   Junttila, Santeri. 《Contacts between the Baltic and Finnic languages》. Uralica Helsingiensia series 7. 헬싱키 대학교. 59–60쪽. ISBN 978-952-5667-67-7.
60. 1 2  Šmitek, Zmago (1998). 《Kresnik: An Attempt at Mythological Reconstruction》. 《Studia Mythologica Slavica》 1. 109쪽.
61. ↑  Mottz, Lotte (1997). 《The Faces of the Goddess》. New York & Oxford: 옥스퍼드 대학교 출판부. 72쪽. ISBN 0-19-508967-7.
62. ↑  Limerov, Pavel (2019). 《Some Motifs in Komi Legends about the Creation of the World》. 《Electronic Journal of Folklore》 76. 34쪽. doi:10.7592/FEJF2019.76.limerov.
63. ↑  Boyce, Mary (1996). 《A History of Zoroastrianism》. One: The Early Period. Leiden; New York; Köln: 브릴. 96쪽. ISBN 978-90-04043-19-0.
64. ↑  Akbarzadeh, Daryoosh (Spring–Summer 2014). 《China and the Myth of Jam》. 《Journal of Indo-European Studies》 42. 4쪽.
65. ↑  Bhattacharji, Sukumari (1970). 《The Indian Theogony: A Comparative Study of Indian Mythology from the Vedas to the Puranas》. 케임브리지 대학교 출판부. 93쪽. ISBN 978-0-521-05382-2.
66. ↑  Hallock, Richard T. (1969). 《Persepolis Fortification Tablets》 (PDF). Oriental Institute Publications 92. 시카고 대학교. 771–772쪽.
67. ↑  Allen, Nicholas Justin (1991). 《Some gods of Pre-Islamic Nuristan》. 《Revue de l'histoire des religions》 208. 141–168쪽. doi:10.3406/rhr.1991.1679.
68. ↑  Cacopardo, A.S. (2016). "A World In-between. The Pre-Islamic Cultures of the Hindu Kush". In: Pellò, S.(ed.). Borders. Itineraries on the Edges of Iran. Venezia, Eurasiatica Quaderni di studi su Balcani, Anatolia, Iran, Caucaso e Asia Centrale. Edizioni Ca' Foscari. p. 250. ISBN 978-88-6969-100-3 [DOI: 10.14277/6969-100-3/EUR-5-10]
69. ↑  Zoller, Claus Peter. "Review Article: "Pagan Christmas: Winter feast of the Kalasha of the Hindu Kush" and the true frontiers of 'Greater Peristan'". In: Acta Orientalia 2018, n. 79. 2018. pp. 217 and 232 (footnote nr. 174). ISSN 0001-6438
70. ↑  Parpola, Asko. The Roots of Hinduism: The Early Aryans and the Indus Civilization. Oxford University Press. 2015. pp. 143 and 264. ISBN 978-0-19-022690-9
71. ↑  Cacopardo, A.S. (2016). "A World In-between. The Pre-Islamic Cultures of the Hindu Kush". In: Pellò, S.(ed.). Borders. Itineraries on the Edges of Iran. Venezia, Eurasiatica Quaderni di studi su Balcani, Anatolia, Iran, Caucaso e Asia Centrale. Edizioni Ca' Foscari. pp. 251 and 253. ISBN 978-88-6969-100-3 [DOI: 10.14277/6969-100-3/EUR-5-10]
72. ↑  Klimburg, Max. "The Arts and Culture of Parun, Kafiristan's «Sacred Valley»". In: Arts asiatiques, tome 57, 2002. pp. 51-68. [DOI: https://doi.org/10.3406/arasi.2002.1480]; www.persee.fr/doc/arasi_0004-3958_2002_num_57_1_1480
73. ↑  Parkes, Peter. "Temple of Imra, Temple of Mahandeu: A Kafir Sanctuary in Kalasha Cosmology". Bulletin of the School of Oriental and African Studies. University of London 54, no. 1 (1991): 85. http://www.jstor.org/stable/617315.
74. ↑  Zoller, Claus Peter. "Review Article: "Pagan Christmas: Winter feast of the Kalasha of the Hindu Kush" and the true frontiers of 'Greater Peristan'.". In: Acta Orientalia 2018, n. 79. 2018. p. 232 (footnote nr. 174). ISSN 0001-6438
75. ↑  Minahan, James B. (2014년 2월 10일). 《Ethnic Groups of North, East, and Central Asia: An Encyclopedia》. ABC-CLIO. 205쪽. ISBN 9781610690188. 2021년 1월 7일에 확인함. 높은 산악 계곡에 사는 누리스탄인들은 그들의 고대 문화와 종교를 유지했으며, 이는 지역적으로 발전된 많은 관습과 의식을 가진 고대 힌두교의 한 형태이다. 특정 신들은 한 부족이나 공동체에서만 숭배되었지만, 한 신은 모든 누리스탄인들에게 창조신인 힌두교 신 야마 라자(누리스탄 부족들은 임로 또는 임라라고 부른다)로 보편적으로 숭배되었다.
76. ↑  Boyce, Mary. "The Pre-Zoroastrian Religion of the Medes and the Persians". In: A History of Zoroastrianism, Zoroastrianism under the Achaemenians. Leiden, The Netherlands: Brill, 1982. pp. 18-19. doi: https://doi.org/10.1163/9789004293908_003
77. ↑  Puhvel, Jaan. "Devata-Dvandva in Hittite, Greek, and Latin". In: The American Journal of Philology 98, no. 4 (1977): 404-405. Accessed March 3, 2021. doi:10.2307/293802.
78. ↑  Puhvel, Jaan. "Remus Et Frater". In: History of Religions 15, no. 2 (1975): 156-157. Accessed March 4, 2021. http://www.jstor.org/stable/1061928.
79. ↑  Koch, John T. "Some Suggestions and Etymologies Reflecting upon the Mythology of the Four Branches". In: Proceedings of the Harvard Celtic Colloquium 9 (1989): 6-8. Accessed March 4, 2021. http://www.jstor.org/stable/20557203.
80. ↑  Sańko, Siarhiej; Shota, Aliaksej (2012). 《Podstawowe Składniki Białoruskiej Narracji Sakralnej w Perspektywie Porównawczej》. 《Politeja》 (폴란드어). 167–168쪽. 2021년 3월 3일에 확인함.
81. ↑  Кулаков Владимир Иванович (2017). Каменные изваяния пруссов. Исторический формат, (1-2), 151-169. URL: (дата обращения: 03.03.2021).

## 참고 자료
- Anthony, David W. (2007). 《The Horse, the Wheel, and Language: How Bronze-Age Riders from the Eurasian Steppes Shaped the Modern World》. 프린스턴 대학교 출판부. ISBN 978-1400831104.
- Anthony, David W.; Brown, Dorcas R. (2019). 〈Late Bronze Age midwinter dog sacrifices and warrior initiations at Krasnosamarskoe, Russia〉.   Olsen, Birgit A.; Olander, Thomas; Kristiansen, Kristian. 《Tracing the Indo-Europeans: New Evidence from Archaeology and Historical Linguistics》. Oxbow Books. ISBN 978-1-78925-273-6.
- Arvidsson, Stefan (2006). 《Aryan Idols: Indo-European Mythology as Ideology and Science》. 시카고 대학교 출판부. ISBN 0-226-02860-7.
- Beekes, Robert S. P. (2009). 《Etymological Dictionary of Greek》. 브릴. ISBN 978-90-04-32186-1.
- Beekes, Robert S. P. (2011). 《Comparative Indo-European Linguistics: An Introduction》. John Benjamins Publishing. ISBN 9789027211859.
- Benveniste, Emile (1973). 《Indo-European Language and Society》. 번역 Palmer, Elizabeth. Coral Gables, Florida: 마이애미 대학교 출판부. ISBN 978-0-87024-250-2.
- Burkert, Walter (1985). 《Greek Religion》. Cambridge, Massachusetts: 하버드 대학교 출판부. ISBN 0-674-36281-0.
- Delamarre, Xavier (2003). 《Dictionnaire de la langue gauloise: Une approche linguistique du vieux-celtique continental》 (프랑스어). Editions Errance. ISBN 9782877723695.
- Derksen, Rick (2008). 《Etymological Dictionary of the Slavic Inherited Lexicon》. 브릴. ISBN 9789004155046.
- Dumézil, Georges (1996). 《Archaic Roman Religion: With an Appendix on the Religion of the Etruscans》. 존스 홉킨스 대학교 출판부. ISBN 978-0-8018-5482-8.
- Dumézil, Georges (1986). 《Mythe et épopée: L'idéologie des trois fonctions dans les épopées des peuples indo-européens》 (프랑스어). Gallimard. ISBN 978-2-07-026961-7.
- Fortson, Benjamin W. (2004). 《Indo-European Language and Culture》. 블랙웰 출판. ISBN 1-4051-0316-7.
- Gamkrelidze, Thomas V.; Ivanov, Vjaceslav V. (1995).  Winter, Werner, 편집. 《Indo-European and the Indo-Europeans: A Reconstruction and Historical Analysis of a Proto-Language and a Proto-Culture》. Trends in Linguistics: Studies and Monographs" series 80. 베를린: 무통 드 그루이터.
- Haudry, Jean (1987). 《La religion cosmique des Indo-Européens》 (프랑스어). Archè. ISBN 978-2-251-35352-4.
- Jackson, Peter (2002). 《Light from Distant Asterisks: Towards a Description of the Indo-European Religious Heritage》. 《Numen》 49. 61–102쪽. doi:10.1163/15685270252772777. JSTOR 3270472.
- Jakobson, Roman (1985). 〈Linguistic Evidence in Comparative Mythology〉.   Rudy, Stephen. 《Selected Writings》. VII: Contributions to Comparative Mythology: Studies in Linguistics and Philology, 1972–1982. Walter de Gruyter. ISBN 9783110855463.
- Kurkjian, Vahan M. (1958). “History of Armenia: Chapter XXXIV”. 《Penelope》. 시카고 대학교. 2017년 4월 6일에 확인함.
- Leeming, David A. (2009). 《Creation Myths of the World: An Encyclopedia》 1. ABC-CLIO. ISBN 9781598841749.
- Littleton, C. Scott (1982). 〈From swords in the earth to the sword in the stone: A possible reflection of an Alano-Sarmatian rite of passage in the Arthurian tradition〉.   Polomé, Edgar C. 《Homage to Georges Dumézil》. Journal of Indo-European Studies / Institute for the Study of Man. 53–68쪽. ISBN 9780941694285.
- Lincoln, Bruce (November 1975). 《The Indo-European Myth of Creation》. 《History of Religions》 15. 121–145쪽. doi:10.1086/462739. S2CID 162101898.
- Lincoln, Bruce (August 1976). 《The Indo-European Cattle-Raiding Myth》. 《History of Religions》 16. 42–65쪽. doi:10.1086/462755. JSTOR 1062296. S2CID 162286120.
- Lincoln, Bruce (1991). 《Death, War, and Sacrifice: Studies in Ideology and Practice》. 시카고 대학교 출판부. ISBN 978-0226482002.
- Mallory, James P. (1991). 《In Search of the Indo-Europeans》. 런던: 템스 & 허드슨. ISBN 978-0-500-27616-7.
- Mallory, James P.; Adams, Douglas Q. (1997). 《Encyclopedia of Indo-European Culture》. 런던: 라우틀리지. ISBN 978-1-884964-98-5.
- Mallory, James P.; Adams, Douglas Q. (2006). 《The Oxford Introduction to Proto-Indo-European and the Proto-Indo-European World》. 옥스퍼드 대학교 출판부. ISBN 978-0-19-929668-2.
- Matasović, Ranko (2009). 《Etymological Dictionary of Proto-Celtic》. 브릴. ISBN 9789004173361.
- Parpola, Asko (2015). 《The Roots of Hinduism: The Early Aryans and the Indus Civilization》. 옥스퍼드 대학교 출판부. ISBN 9780190226923.
- Polomé, Edgar C. (1986). 〈The Background of Germanic Cosmogonic Myths〉.   Brogyanyi, Bela; Krömmelbein, Thomas. 《Germanic Dialects: Linguistic and Philological Investigations》. John Benjamins Publishing. ISBN 978-90-272-7946-0.
- Puhvel, Jaan (1987). 《Comparative Mythology》. 볼티모어: 존스 홉킨스 대학교 출판부. ISBN 978-0-8018-3938-2.
- Renfrew, Colin (1987). 《Archaeology & Language. The Puzzle of the Indo-European Origins》. 런던: 조너선 케이프. ISBN 978-0-521-35432-5.
- Telegrin, D. Ya.; Mallory, James P. (1994). 《The Anthropomorphic Stelae of the Ukraine: The Early Iconography of the Indo-Europeans》. Journal of Indo-European Studies Monographs 11. 워싱턴 D.C.: Institute for the Study of Man. ISBN 978-0941694452.
- Tirta, Mark (2004).  Bezhani, Petrit, 편집. 《Mitologjia ndër shqiptarë》 (알바니아어). 티라나: Mësonjëtorja. ISBN 99927-938-9-9.
- Treimer, Karl (1971). 〈Zur Rückerschliessung der illyrischen Götterwelt und ihre Bedeutung für die südslawische Philologie〉.   Henrik Barić. 《Arhiv za Arbanasku starinu, jezik i etnologiju》 I. R. Trofenik. 27–33쪽.
- Watkins, Calvert (1995). 《How to Kill a Dragon: Aspects of Indo-European Poetics》. 옥스퍼드 대학교 출판부. ISBN 978-0-19-514413-0.
- West, Martin L. (2007). 《Indo-European Poetry and Myth》. 옥스퍼드 대학교 출판부. ISBN 978-0-19-928075-9.
- Winter, Werner (2003). 《Language in Time and Space》. 베를린: Walter de Gruyter. ISBN 978-3-11-017648-3.
- Witzel, Michael (2012). 《The Origins of the World's Mythologies》. 옥스퍼드 대학교 출판부. ISBN 978-0-19-981285-1.
- York, Michael (1988). 《Romulus and Remus, Mars and Quirinus》. 《Journal of Indo-European Studies》 16. 153–172쪽. ISSN 0092-2323.